# Јенсен Спрингс (Мисури)
Јенсен Спрингс (енгл. Jerico Springs) град је у америчкој савезној држави Мисури.

## Демографија
По попису из 2010. године број становника је 228, што је 31 (-12,0%) становника мање него 2000. године.
| Група             | 2000.       | 2010.       |
| Белци             | 251 (96,9%) | 216 (94,7%) |
| Афроамериканци    | 0 (0,0%)    | 0 (0,0%)    |
| Азијати           | 1 (0,4%)    | 0 (0,0%)    |
| Хиспаноамериканци | 1 (0,4%)    | 5 (2,2%)    |
| Укупно            | 259         | 228         |